# نيك ستوسكاس
نيك ستوسكاس (بالإنجليزية: Nik Stauskas)‏ مواليد 7 أكتوبر 1993 في ميسيساغا، هو لاعب كرة سلة محترف كندي بدأ مسيرته الاحترافية في سنة 2014 حيث تم اختياره من قبل فريق سكرامنتو كينغز خلال الدرافت، يلعب مع فريق فيلادلفيا سفنتي سيكسرز في الرابطة الوطنية لكرة السلة ويحمل الرقم 11. يبلغ طوله 6 قدم 6 بوصة (2.0 م).

## إحصائيات المسيرة

### الموسم الاعتيادي
| السنة   | الفريق                 | لعب | بدأ | دقيقة | ميداني% | ثلاثية | حرة  | ارتداد | صنع | استلاب | تصدي | نقطة |
| ------- | ---------------------- | --- | --- | ----- | ------- | ------ | ---- | ------ | --- | ------ | ---- | ---- |
| 2014–15 | سكرامنتو كينغز         | 73  | 1   | 15.4  | .365    | .322   | .859 | 1.2    | .9  | .3     | .2   | 4.4  |
| 2015–16 | فيلادلفيا سفنتي سيكسرز | 73  | 35  | 24.8  | .385    | .326   | .771 | 2.5    | 1.9 | .6     | .3   | 8.5  |
| المسيرة |                        | 146 | 36  | 20.1  | .378    | .325   | .802 | 1.9    | 1.4 | .4     | .3   | 6.4  |

## روابط خارجية
- نيك ستوسكاس على موقع الاتحاد الدولي لكرة السلة (الإنجليزية)
- نيك ستوسكاس على موقع إن بي أي (الإنجليزية)
- نيك ستوسكاس على موقع سبورتس رفرنس (الإنجليزية)
- نيك ستوسكاس على موقع الدوري الإسباني لكرة السلة (الإسبانية)
- نيك ستوسكاس على موقع كرة السلة الأوروبية.كوم (الإنجليزية)
- نيك ستوسكاس على موقع إي إس بي إن.كوم (الإنجليزية)
- نيك ستوسكاس على موقع كلية كرة السلة في سبورتس رفرنس.كوم (الإنجليزية)
- نيك ستوسكاس على موقع ريلجم (الإنجليزية)
- نيك ستوسكاس على موقع بروبوليرز (الإنجليزية)
- نيك ستوسكاس على موقع سبورتس رفرنس (الإنجليزية)